# Орлан білоплечий
Орлан білоплечий (Haliaeetus pelagicus) — вид хижих птахів родини яструбових (Accipitridae) ряду Соколоподібних (Falconiformes). Це хижий гігантський птах, що гніздиться винятково на тихоокеанському узбережжі Росії, у тому числі Камчатці і в районі Охотського моря. З настанням зими частина птахів відкочовує до японського острова Хоккайдо. Розмах крил досягає 2,5 м, маса 9 кг. Основу живлення становить лосось. Ловить також великих морських птахів. Іноді нападає на малят тюленів. Свої масивні гнізда із хмизу обладнує на деревах або прибережних скелях. У кладці 2—3 яйця.

## Поширення
Ендемік Далекого Сходу — Камчатка, Сахалін, Курильські острови і Шантарські острови, узбережжя Охотського моря, Корейський півострів. Зимує на Курильських о-вах, частково в Хабаровському краї, Сахаліні, Примор'ї, а також в Японії (о. Хоккайдо, Хонсю, Рюкю і сусідні острови), Китаї і Кореї. На півострові Камчатка зустрічається весь рік і повсюдно, за винятком найбільш високогірних районів. Випадкові зальоти бувають на Алеутські острови, на узбережжі східної Аляски, атол Курі і північ від Анадиру.

## Опис
Вага молодих самців 5-6 кг, дорослого  (1)— 7,5 кг; вага дорослих самок — 6.8-8,97 кг. Довжина крила 570—680 м, хвіст 320—345 мм у дорослих птахів, у молодих в першому вбранні (як і у інших орланів) махові і рульові довші. Самці помітно менші від самок. Дзьоб масивний, ніби роздутий, спереду покритий сітчастими дрібними щитками; хвіст нараховує 14 рульових пір'їн, клинчастий.

### Забарвлення
Основні ознаки дорослого вбрання з'являються в 4-5 років, але остаточне вбрання одягається лише в 8-10 років. Перше пухове вбрання шовковисто-біле, друге — на відміну від орлана-білохвоста — димчасте буро-сіре. Перший річний (гніздовий) наряд однорідно темно-бурий з білими підставами пір'я і світлими плямами на рульових. Радужина темно-коричнева, ноги білуваті, кігті чорні, дзьоб червонувато-бурий. Другий річний наряд: білі підстави пір'я тулуба менше, на хвості і великих пір'ї крила білих плям більше, на бічних рульових бурий колір займає вершину пера і невелике поле біля основи і по краю зовнішнього опахала; радужина і дзьоб, як у гніздовому вбранні. У третьому річному вбранні молоді птахи сірувато-бурі в пестринах, але їх дзьоб, з таким же масивним і жовтим дзьобом, дозволяє надійно відрізняти птахів цього виду навіть у молодому віці. Четвертий річний (остаточний наряд) — плечі, черево і хвіст білі, білий лоб і своєрідні білі «штани» (пір'я гомілки), решта оперення темно-буре. Дзьоб масивний, опуклий, яскраво-жовтий. Лапи жовті; радужина світла горіхово-бура. Тривалість життя в природі невідома, в неволі одна самка дожила до 43 років.

## Спосіб життя

### Міграції
Білоплечий орлан — осілий і кочівний птах. На Камчатці це вид, що гніздиться, зимує, частково мігруючий. Гніздовий ареал розташований у межах області поширення нерестовищ тихоокеанських лососів і включає весь півострів Камчатка. Сезонні кочівлі проходять поодинці і розрізненими групами навесні з кінця березня по середину травня, а восени в кінці жовтня і листопаді. Кожної зими, дрейфуючий лід в Охотському морі жене тисячі орланів на південь. Лід досягає о. Хоккайдо в кінці січня. Чисельність досягає максимуму в протоці Немуро наприкінці лютого (птахів приваблює велика кількість тріски). На Хоккайдо птахи концентруються в прибережних районах і на озерах біля узбережжя, поряд із орланам-білохвостами.

### Біотоп
Населяє долини низин річок з високостовбурними лісами і скелясті морські узбережжя, береги великих озер. Віддає перевагу лісу в низинах річок, по берегах лиманів і великих озер і вздовж морського узбережжя. Гніздиться на скелястих морських обривах, на островах, іноді на скелях в річкових долинах. У негніздовий пенріод мешкає, головним чином, на морському узбережжі і на водоймах, де є риба. Наявність водойм з доступною рибою, насамперед, з лососевими — вирішальний фактор поширення білоплечих орланів.

### Розмноження
Моногамний птах. Шлюбні пари формуються у віці понад 4 років, в цей час орлани можуть будувати восени ритуальне гніздо, в якому не гніздяться. Розмножуватися починають у віці не раніше 7 років. Шлюбні ігри починаються в березні. Спарювання відбувається на гнізді. Яйцекладка відбувається у квітні — травні в сніговій обстановці. Гніздо — величезна споруда з масивних і важких сучків на вершині дерева (тополя Populus suaveolens, береза Betula ermanni, модрина Larix daurica) на висоті 6-11 м або на верхній поверхні скель, часто зарослих травою, на висоті від 5 до 120 м (зазвичай не вище 50 м). Зазвичай гнізда будуються в вершинах великих, зрілих дерев, зазвичай з мертвою верхівкою, рідше гнізда будуються на здорових деревах. Одне гніздо використовується 5-8 років. Часто у пари є два гнізда (розташовані один від одного на відстані не більше 900 м), які вони займають час від часу. Гнізда щорічно ремонтуються та розростаються в розмірах і досягають 3 м у діаметрі, 2 м у висоту. У кладці 1-3 білих з зеленуватим відтінком яйця, насиджування триває 34-36 днів. Інкубація починається з першого яйця. Розміри: 65-58х85-78 мм, вага 149 г. Загиблі кладки іноді поновлюються, якщо яйце зникає на початку відкладання або інкубації. Пташенята з'являються в травні-червні і знаходяться в гнізді 2-2,5 місяця, вилітають в кінці липня і серпні, рідко у вересні. Батьки годують пташенят рибою 20-30 см завдовжки. У день птахи приносять до гнізда їжу 2-3 рази. До середини жовтня виводки тримаються в 2-3 км від гніздової ділянки. Іноді громіздкі, важкі гнізда, вага яких збільшується в дощ і сильні снігопади, руйнуються або падають в результаті невдалого кріплення. Кладки гинуть від хижаків (соболь, горностай і ворона чорна), переохолодження, якщо потривожені дорослі птахи надовго залишають гніздо. Пташенята іноді випадають з гнізда, гинуть від хвороб, крім того, — внаслідок каїнізму, коли старші пташенята вбивають молодших. Успішність розмноження конкретної пари залежить також від якості гніздової ділянки та мисливського досвіду птахів.

### Живлення
Основу живлення становить лосось. Крім того, живляться падаллю; нападають на молодих тюленів, птахів (глухарі, білі куріпки, качки, мартини), ссавців (зайці, песець, горностай, соболь), морських безхребетних (двостулкові молюски, головоногі, краби), падло, викиди моря. З початком ходу лососевих на нерест більшість білоплечих орланів поїдають саме їх, причому не тільки живу рибу, але й мертву. Взимку в Примор'ї живиться рештками із звіроферм, м'ясокомбінатів, звалищ скотомогильників. Найчастіше білоплечі орлани полюють з високих дерев або скелястих виступів на висоті 5 -30 м. Можуть полювати, ширяючи в повітрі, кружляючи на висоті 6-7 м над водою. Орлани іноді полюють, стоячи в мілкій воді на піщаній мілині, хапаючи кігтями рибу.

## Охорона
Нині існує не менше двох тисяч гніздових пар. Загальна чисельність 7,5 тис. птахів. Завдяки охороні в Росії та Японії чисельність цих птахів залишається стабільною.